# DNSSEC
DNSSEC staat voor "Domain Name System Security Extensions". Het is een set specificaties van de Internet Engineering Task Force (IETF) voor het beveiligen van bepaalde informatie geleverd door het Domain Name System (DNS) zoals gebruikt op Internet Protocol (IP)-netwerken.
DNSSEC voegt een digitale handtekening toe aan het DNS-protocol, waardoor het veel moeilijker wordt om de resultaten van een DNS-verzoek te vervalsen. Het DNS-protocol zorgt ervoor dat domeinnamen worden omgezet naar numerieke IP-adressen. Het vervalsen van een DNS-resultaat zou kunnen betekenen dat een gebruiker op een vervalste website of mailserver uitkomt, zonder het zelf door te hebben. De DNSSEC-beveiliging geschiedt middels asymmetrische cryptografie.